# Luchsingen
Luchsingen fue hasta el 31 de diciembre de 2010 una comuna suiza del cantón de Glaris.
Desde el 1 de enero de 2011 es una localidad de la nueva comuna de Glaris Sur al igual que las antiguas comunas de Betschwanden, Braunwald, Elm, Engi, Haslen, Linthal, Matt, Mitlödi, Rüti, Schwanden, Schwändi y Sool.

## Geografía
Luchsingen se encuentra situada al sur del cantón de Glaris, está bañada por el río Linth, y sobre su territorio se encuentra el Oberblegisee. La antigua comuna limitaba al noroeste con la comuna de Glaris, al norte con Schwanden, al este con Haslen, al sur con Elm, Betschwanden y Braunwald, y al oeste con Muotathal (SZ).

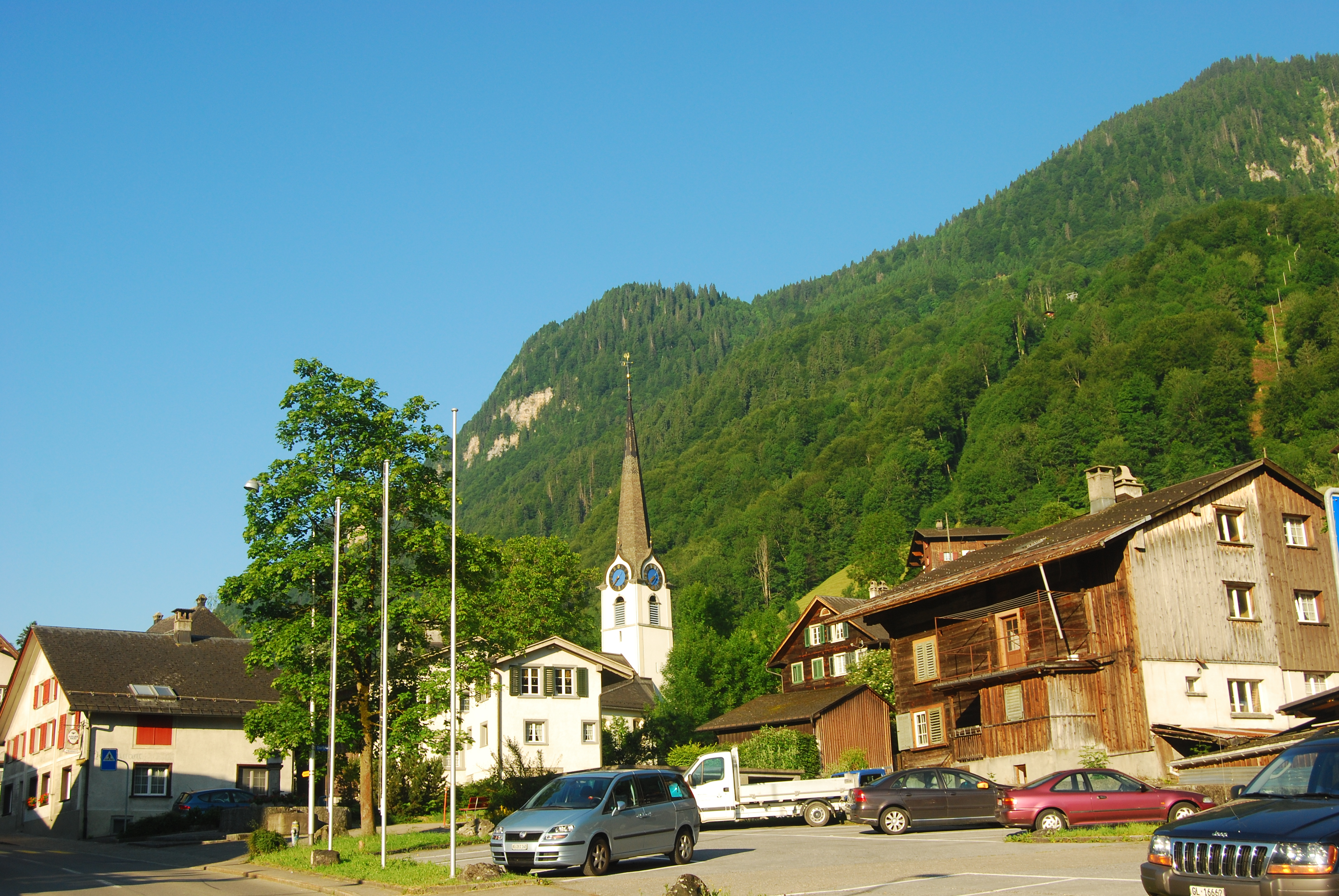
Vista de Luchsingen.

## Transportes
Ferrocarril
Existe un apeadero ferroviario a las afueras de la localidad en la que efectúan parada trenes de ámbito regional que la unen con otras localidades y comunas del cantón.